# Mirufens mangiferae
Mirufens mangiferae är en stekelart som beskrevs av Gennaro Viggiani och Hayat 1974. Mirufens mangiferae ingår i släktet Mirufens och familjen hårstrimsteklar. Inga underarter finns listade i Catalogue of Life.